# Affiliated
Affiliated – ósmy studyjny album amerykańskiego rapera MC Eihta. Został wydany 4 kwietnia 2006 roku nakładem Paid in Full Entertainment.

## Lista utworów
1. CPT MF’z
2. Which Way Iz Up
3. Say Nuthin’ (featuring Tha Chill)
4. What The Fuc U Want Me 2 Do (featuring Tha Chill & Bam)
5. The Ghetto
6. G’sta Melody
7. Just Lean
8. CPT’z Bac
9. Where U Frum (featuring G-Luv z Tha Road Dawgs)
10. Gangsta Minded (featuring Tha Chill & Jaz)
11. Respect It (featuring Compton’s Most Wanted)
12. N My Neighborhood
13. Pipe Down (featuring Tha Chill & Boki)
14. Smoke Dis* (featuring Tha Chill & Jayo Felony)